# Gran Torso
Gran Torso is het eerste strijkkwartet van de Duitse componist Helmut Lachenmann. Waarschijnlijk had Lachenmann niet het idee dat er meer van dergelijke composities zouden volgen, want het is ongenummerd en heeft zelfs niet de titel van strijkkwartet; de bijtitel is eenvoudigweg muziek voor strijkkwartet. Gran Torso verwijst naar ijsbergen en het geluid dat ze voortbrengen.

## Geschiedenis
Het strijkkwartet kent een eeuwenlange traditie op zo wat elk vlak binnen de muziekwereld. Hoe het strijkinstrument te bespelen ten opzichte van de andere drie om toch één geheel te vormen. De meest daarvoor gebruikte middelen zijn:
- strijken
- pizzicato
- rust
- harmonische verhoudingen tussen de vier musici.

Dat vond Lachenmann veel te beklemmend en vroeg zich af of er een uitweg was, zodat hij met een geheel nieuwe opzet kon komen. Hij vond een methode in de Musique Concrète. Aangezien hij geen geluidsmachines wilde gebruiken maar alleen het muziekinstrument kwam er een zijtak aan het genre: Musique Concrète instrumentale. Voor het strijkkwartet hield dat in dat Lachenmann terugging naar de basis van het bespelen van een strijkinstrument. Benodigdheden zijn: twee handen, een strijkstok, het instrument en een eventuele demper. De klassieke manier is dat de rechterhand strijkt of plukt, de linkerhand die de snaren beroert om de juiste toonhoogte te krijgen. Violen en /of altviolen onder de kin; cello rechtopstaand. Strijkstokken met de haren naar beneden.
Lachenmann verzon of gebruikte allerlei andere methodes om een klank aan het het instrument te ontlokken. Dat kan bestaan uit zo zachtjes over de snaren strijken dat er geen klank ontstaat, wrijven over het instrument (kan met hand maar ook met strijkstok), grote druk op de strijkstok zodat het instrument krassende geluiden voortbrengt, col legno, battuto, etc.

## Muziek
Het bovenstaande in aanmerking genomen zou je vermoeden dat er een geheel andere uitleg aan het begrip strijkkwartet wordt toegevoegd. Dat bleek niet het geval. Gran Torso heeft bijvoorbeeld de klassieke opzet van een strijkkwartet, een opening, een rustig deel en de finale. Daarnaast blijft de muziek toch in wezen bestaan uit, strijken waaronder wrijven, plukken, rust en verhouding ten opzichte van de andere instrumenten.
De klank van het werk is door de toegepaste wijze natuurlijk niet te vergelijken met de klassieke methode. In het werk komt een "normale" viool-, altviool- of celloklank niet voor behoudens de enkele keer dat men puur plukt aan de snaren. Het werk begint met een vrij druk gedeelte, waarbij aan het eind de instrumenten een zaagachtig geluid voortbrengen. Na zo'n 6 minuten gaat de tweede sectie in, die voornamelijk bestaat uit flautando-noten op de altviool met daarboven zeer ijle ademachtige vioolklanken; op de cello wordt gewreven. Het is de gelegenheid te herstellen van het gekraak en geweld van het eerste deel. Na ongeveer wederom 6 minuten komen de eerste signalen dat de derde sectie er aan komt; een sectie vergelijkbaar met sectie 1. De instrumenten worden opnieuw "mishandeld" om tot klank te komen. Het eind bestaat uit een lange generale pauze, die af en toe met een klank doorbroken wordt.
Om het geheel in de juiste proporties te krijgen heeft Lachenmann alle details in de partituur moeten opnemen.

## Première
Radio Bremen had de componist in de gelegenheid gesteld het werk te componeren; de première vond daarom plaats in Bremen door Italo Gomez (cellist) met het strijkkwartet Società Cameristica Italiana aan wie het werk is opgedragen. Hetzelfde ensemble nam het werk ook op. In 1978 reviseerde Lachenmann het werk; het Berner String Quartet verzorgde de eerste uitvoering van de nieuwe versie op 23 april 1978 in Witten.

## Opvolging
Het zou zestien jaar duren voordat Lachenmann aan zijn tweede strijkkwartet zou beginnen; het kreeg de titel Reigen seliger Geister mee. Het werk verschilt hemelsbreed met Gran Torso en er is toch een gelijkenis. Het gaat uit van de tweede sectie van Gran Torso.

## Discografie
- Uitgave Kairos: Arditti String Quartet, een opname van juni 2006 in het Beethoven-Haus te Bonn (tevens bron)
- Uitgave Col Legno: Het Berner String Quartet; opname ongeveer 1998;
- De elpee met Societa Cameristica Italiana uit 1972.